# سیدریک کان
سیدریک کان (فرانسوی: Cédric Kahn‎) کارگردان، فیلم‌نامه‌نویس و هنرپیشهٔ اهل فرانسه است. از فیلم‌هایش می‌توان ملال، روبرتو سوکو، مهیای عشق و جنگ سرد را نام برد.